# Pliska
Pliska (en búlgaro: Плиска, en antiguo eslavo eclesiástico: Пльсковъ) es una ciudad búlgara en el municipio de Kaspichan, provincia de Shumen, norte de Bulgaria.
Se encuentra a 6,2 km al noroeste de la ciudad de Novi Pazar y 7,2 km al norte de la ciudad de Kaspichan, con una estación en la línea férrea Varna-Ruse. Pliska fue la primera capital de Danubio Bulgaria (el Primer Imperio Búlgaro) desde 681 hasta 893.
En la actualidad las excavaciones realizadas en la zona han puesto al descubierto la importancia de la ciudad, seguida de las investigaciones arqueológicas que han confirmado la hipótesis de la ubicación de la antigua capital, la villa pasó a llamarse Pliska.

## Pliska histórica
Pliska fue la capital de Bulgaria entre 681 y 893. Según una crónica de Bulgaria, fue fundada por el kan Asparukh. Fue llamada Pliskusa por Georgios Kedrenos y Ana Comnena. Tenía una superficie de 23 km² y estaba rodeada por un foso y las murallas eran de terraplén. Las paredes de la fortaleza interior eran de 2.6 metros de espesor y de unos 12 metros de altura.
Pliska fue saqueada por el ejército bizantino en 811, pero los invasores fueron rechazados después por el kan Krum (véase Batalla de Pliska). El kan Asparukh trajo artesanos para mejorar la ciudad. En 886, Boris I fundó la Escuela literaria de Pliska (después de 893 Escuela literaria de Preslav), que fue encabezada por Naum de Preslav.
En 892, la ciudad se convirtió en el escenario de una revuelta encabezada por el rey pagano Vladimir. Tras el aplastamiento de la revuelta, Vladimir fue destronado y el tercer hijo de Boris I, Simeón, se instaló en el poder. Uno de los primeros pasos del nuevo gobernante fue trasladar la capital a Preslav, una ciudad fortificada en la vecindad de Pliska, probablemente debido a la fuerte influencia pagana en la antigua capital.
La importancia de Pliska disminuyó gradualmente durante todo el siglo X con la concentración del poder y recursos en Preslav. La ciudad fue destruida durante los ataques de la Rus de Kiev y el Imperio bizantino entre 969 y 972 y no fue reconstruida de nuevo.
Las ruinas de la ciudad de Pliska están a 3 km al norte de la aldea moderna de Pliska. El sitio de la ciudad es actualmente una Reserva Nacional de Arqueología. Las Ruinas del Gran y el Pequeño Palacio, las fortificaciones de piedra fuerte y la Gran Basílica (c. 875), uno de los mayores lugares de culto cristiano de su época, utilizado tanto como una iglesia real y como una catedral patriarcal nacional, pueden ser vistos en la reserva.

## Pliska moderna
Bajo el dominio otomano, la aldea conocida como Pliska desde 1947, fue llamada en su lugar Aboba, nombre que mantuvo hasta 1925, cuando el nombre fue cambiado a Pliskov, una variante de su nombre actual. El asentamiento tiene una población de 1124 y se encuentra  a 146 metros sobre el nivel del mar en la provincia de Shumen en el extremo sur de la meseta de Ludogorie. Se encuentra a unos 400 kilómetros al noreste de Sofía.

## Galería

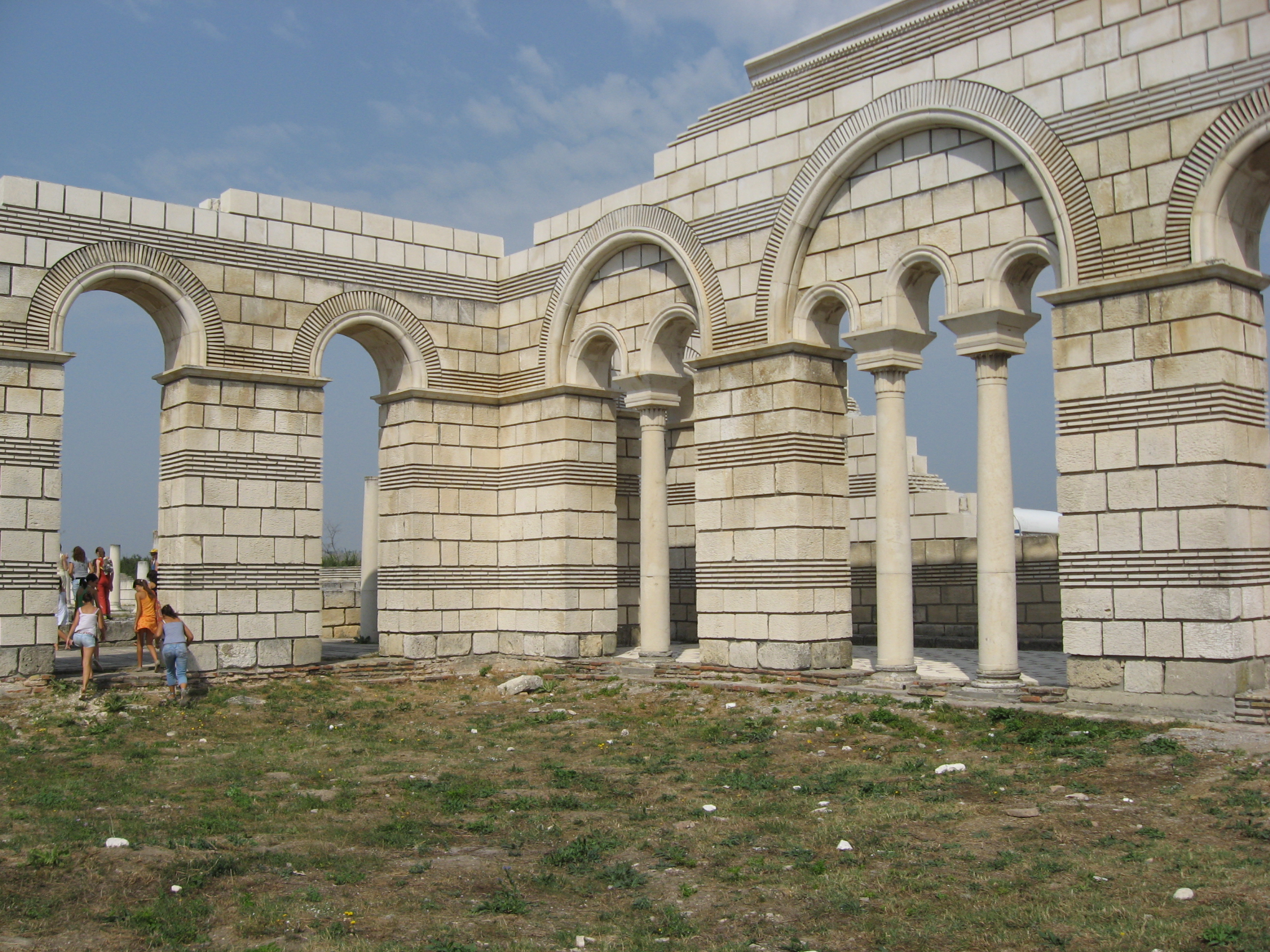
La Gran Basílica
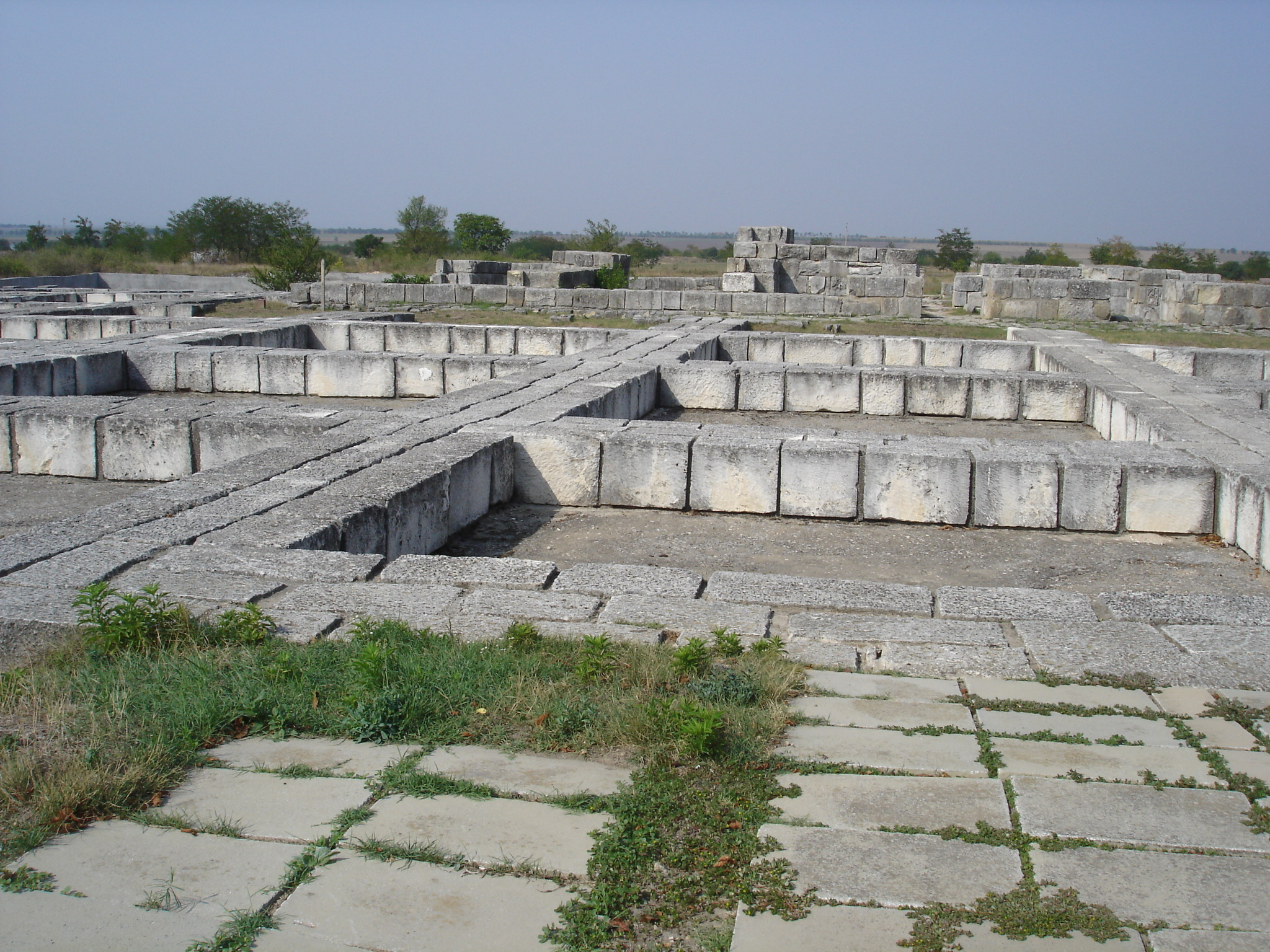
Ruinas del palacio real
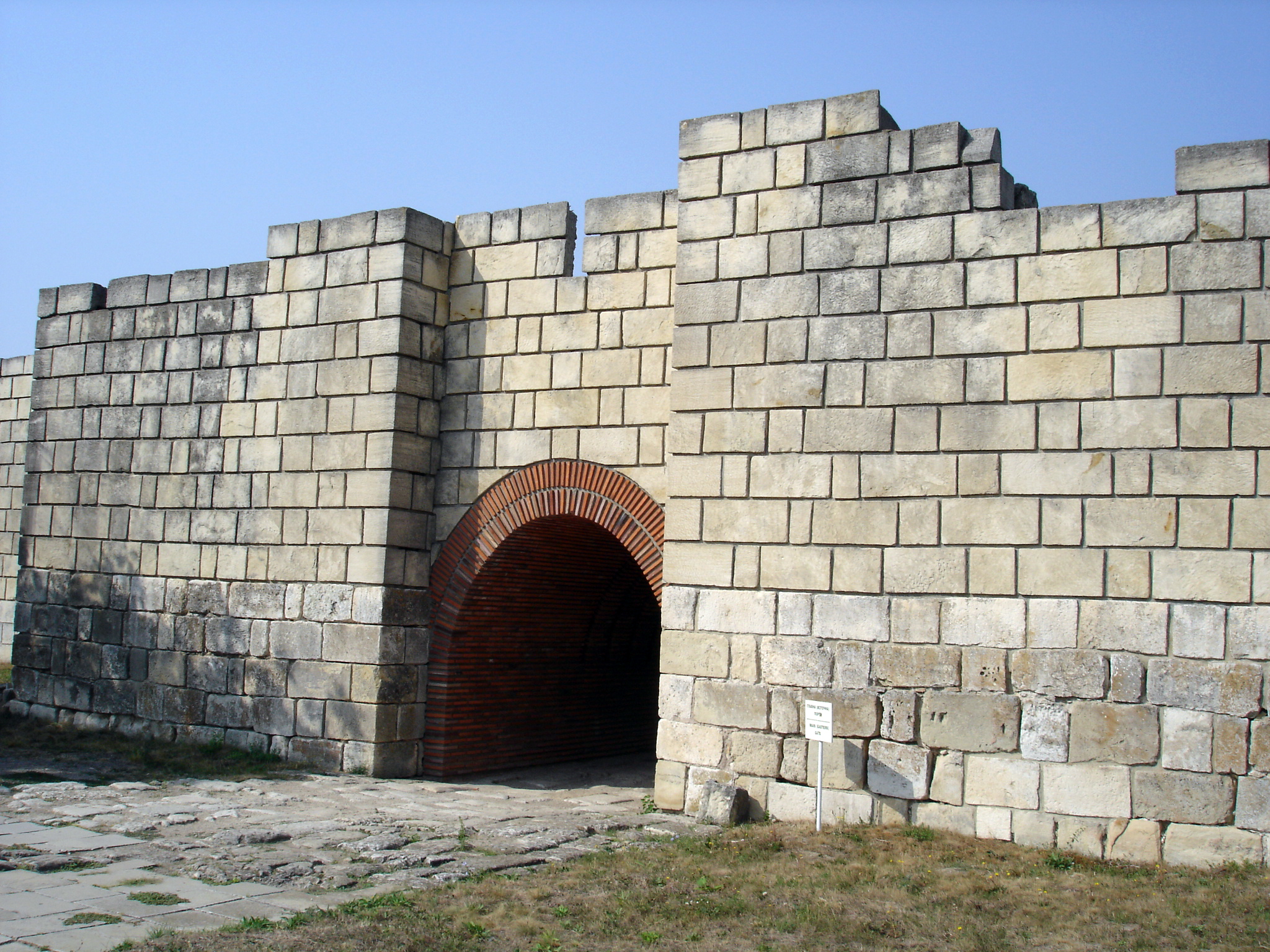
Puerta del Castillo
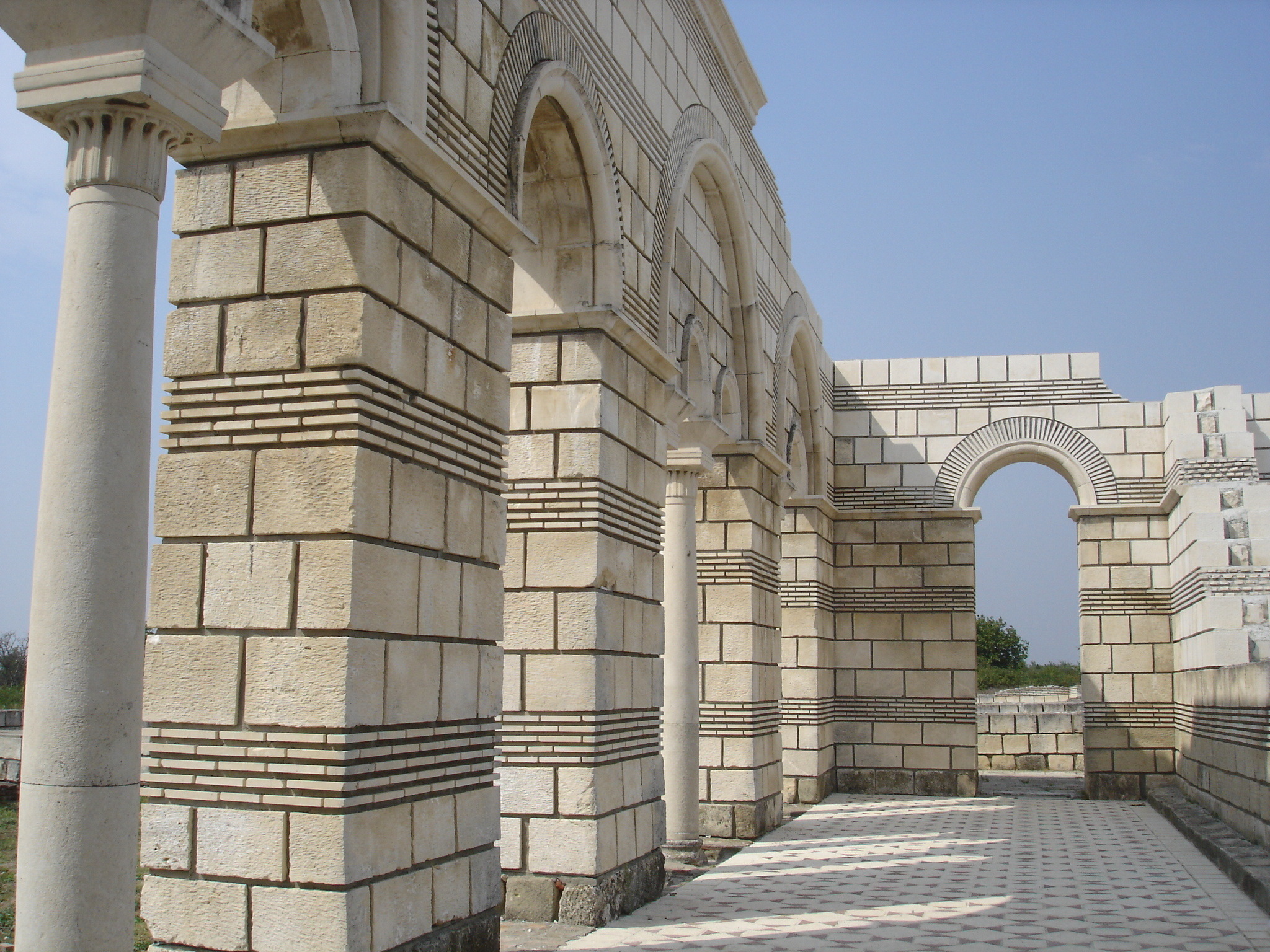
La Gran Basílica
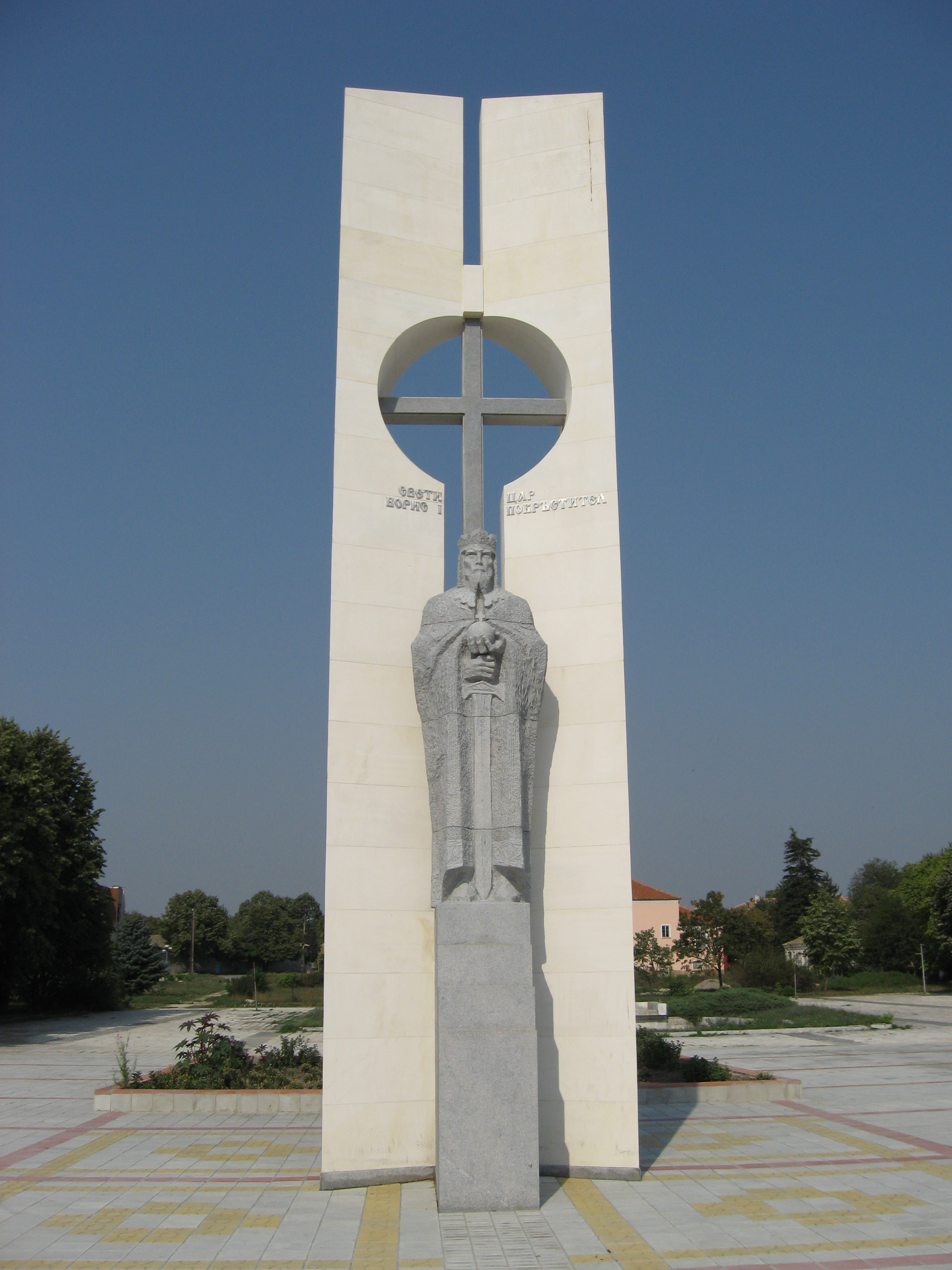
Monumento a Boris I
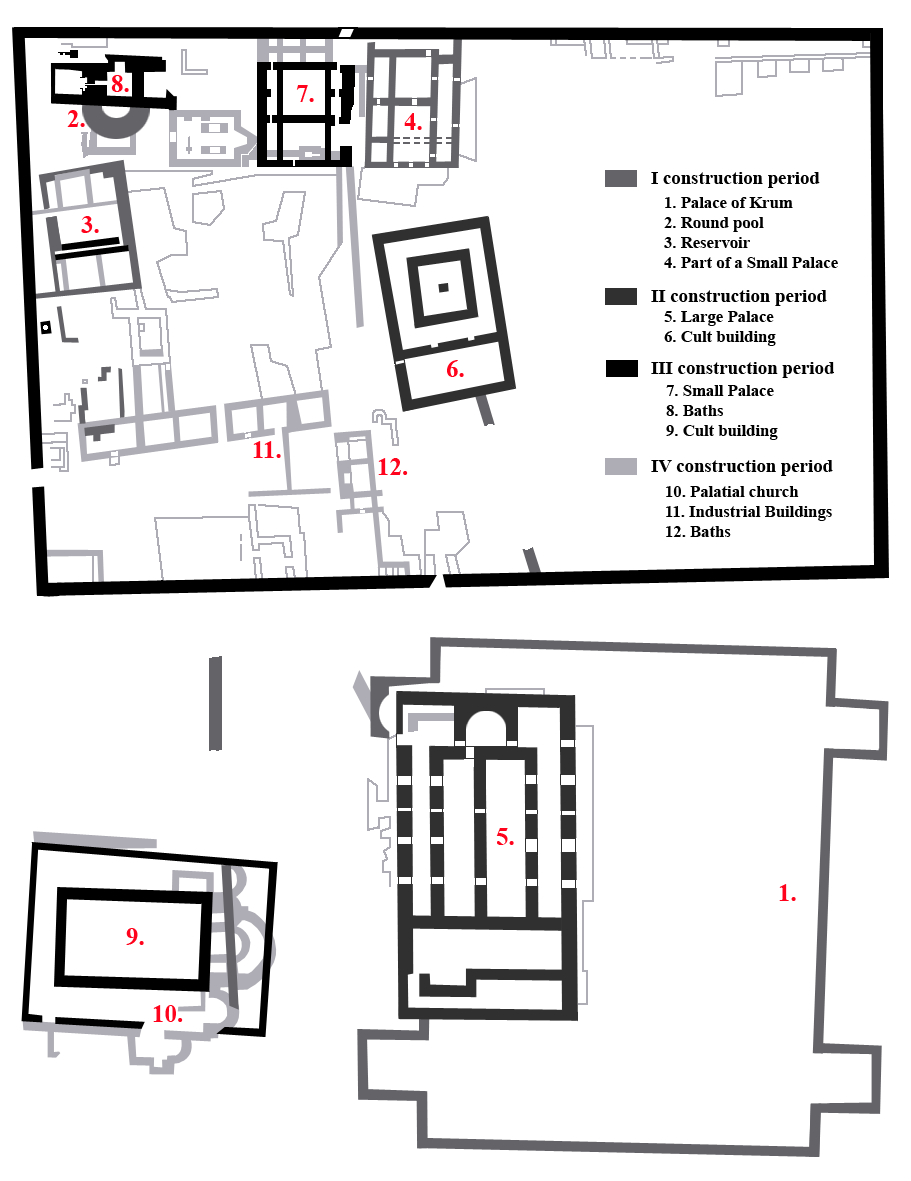
Pliska, plano del complejo del palacio